# Cursi
Cursi är en ort och kommun i provinsen Lecce i regionen Apulien i Italien. Kommunen hade 4 121 invånare (2017).